# Negură Bunget
Negură Bunget bio je rumunjski black metal-sastav osnovan 1994. u Temišvaru. U pjesmama je spajao elemente progresivnog metala i rumunjske narodne glazbe.

## Povijest

### Početci, prva četiri albuma i kraj prve postave (1994. – 2009.)
Skupinu su koncem 1994. godine pod imenom Wiccan Rede osnovali bubnjar Negru (Gabriel Mafa) i gitarist, pjevač i klavijaturist Hupogrammos Disciple (Edmond Karban). Oba su glazbenika prethodno bili članovi sastava Makrothumia. Prije nego što je ime sastava promijenjeno u Negură Bunget, 1995. je godine pod imenom Wiccan Rede objavljen demouradak, From Transilvanian Forests. U intervjuu iz 2004. godine Negru je objasnio simboličnost takva imena: 
Debitantski album, Zîrnindu-să, objavljen je 1996. godine. Nakon toga sastavu se pridružio gitarist Sol Faur (Cristian Popescu). Kao trio objavili su demouradak, nekoliko EP-a i tri studijska albuma – Măiastru sfetnic (iz 2000.), 'n crugu bradului (iz 2002.) i Om (iz 2006.).
Zbog uspješne prodaje albuma Măiastru sfetnic grupa je bila u mogućnosti potpisati ugovor s diskografskom kućom Code666 za objavu triju albuma. Budući da je tako njezina publika postala mnogobrojnija, skupina je otišla na prve europske turneje.
Na albumu 'n crugu bradului nalaze se četiri pjesme koje zajedno traju gotovo sat vremena. Ovako je sastav opisao taj uradak:
Godine 2006. skupina je objavila Om; album je dobio pažnju medija ekstremne glazbe i našao se na drugom mjestu najboljih albuma te godine u britanskom časopisu Terrorizer Magazine.
Bubnjar Negru 2008. je godine započeo sporedni projekt Din Brad (u prijevodu "od jele"). Prvi i do danas jedini studijski album te grupe, Dor, objavljen je 2012. godine.
Godine 2009. postava sastava raspala se zbog nesuglasica među članovima. Hupogrammos i Sol Faur napustili su sastav i osnovali Dordeduh, dok je Negru nastavio raditi pod imenom Negură Bunget uz brojne različite postave.

### Vîrstele pămîntului,Măiestrit,Transilvanijska trilogijai Negruova smrt (2010. – 2017.)
Prvi studijski album od promjene postave, Vîrstele pămîntului, objavljen je 2010. godine u običnoj i ograničenoj posebnoj inačici. Ukupno je 555 primjeraka te potonje inačice, a svaka se sastoji od ručno izrađene drvene kutije u kojoj se nalazi zemlja iz Transilvanije, poster, bedž i sam CD u deluxe digipak inačici.
Godine 2010. sastav je objavio i Măiestrit, ponovno snimljenu inačicu albuma Măiastru sfetnic. Godinu dana kasnije objavio je EP, Poartă de dincolo, kao i Focul Viu, koncertni DVD i album snimljen u Bukureštu u siječnju 2008. godine; na tom su koncertu nastupala izvorna trojica glazbenika s nekoliko pratećih izvođača.

Negru je posve izmijenio postavu skupine 2013. godine. Ovako je objasnio svoju odluku: 
Godine 2013. grupa je objavila singl Gînd a-prins, koji se sastoji od dviju pjesama.
Šesti studijski album, Tău, najavljen je 2013. kao prvi dio planirane trilogije albuma "Transilvanijska trilogija". Podružnica diskografske kuće Prophecy Productions, Lupus Lounge, objavila ga je 27. veljače 2015. godine.
Sedmi i poljednji studijski album grupe, Zi, Lupus Lounge objavio je 30. rujna 2016. godine.
Negru je preminuo 21. ožujka 2017. u dobi od 42 godine; njegova je smrt dovela do raspada skupine, u kojoj više nije preostao ni jedan izvorni član.
Dana 7. prosinca 2018. grupa je na svojoj stranici na Facebooku najavila da će treći dio "Transilvanijske trilogije", prethodno nedovršen zbog Negruove smrti, biti dovršen i objavljen 2019. godine njemu u počast. Zău, posljednji album skupine i treći dio Transilvanijske trilogije, objavljen je 26. studenoga 2021.

## Članovi sastava
| Konačna postava - Negru (Gabriel Mafa) – bubnjevi, udaraljke (1995. – 2017.); dulcimer, bucium, klepalo, ksilofon (2002. – 2017.) - Ovidiu Corodan – bas-gitara (2013. – 2017.) - Petrică Ionuţescu – flauta, nai, kaval, bucium (2013. – 2017.) - Adi "OQ" Neagoe – gitara, vokali, klavijature (2013. – 2017.) - Daniel Dorobanțu – vizualni dizajn (2013. – 2017.) - Tibor Kati – vokali, gitara, klavijature, programiranje (2013. – 2017.) | Bivši članovi - Hupogrammos Disciple (Edmond Karban) – vokali, gitara, bas-gitara, klavijature (1995. – 2009.), flauta, nai, bucium (2002. – 2009.) - Sol Faur (Cristian Popescu) – prateći vokali, gitara, bas-gitara, klavijature (1998. – 2005., 2006. – 2009.) - Inia Dinia – klavijature (2006. – 2013.) - Gadinet (Cătălin Motorga) – bas-gitara, nai, flauta (2009. – 2013.) - Spin – gitara (2009. – 2010.) - Ageru Pământului – vokali, flauta, kaval, nai, bucium, udaraljke, ksilofon (2009. – 2012.) - Corb (Alex G. Mihai) – vokali, gitara, dulcimer (2009. – 2010.) - Urzit – gitara (2010. – 2013.) - Fulmineos – gitara, vokali (2010. – 2013.) - Chakravartin (Stefan Zaharescu) – vokali (2012. – 2013.) - Vartan Garabedian – udaraljke, vokali (2013. – 2016.) - Mtz (Mihai Neagoe) – dizajn zvuka (2013. – 2016.) | Bivši koncertni članovi - Trunks (Dumitrescu Ionuţ) – bas-gitara - Diana Karban – klavijature - Gabi Karban – klavijature, bas-gitara (1996. – 2007.) - Daniel Dorobanțu – klavijature (1997. – 1998.) - Ursu – bas-gitara (1999. – 2007.) - Necuratul – udaraljke (2000. – 2003.) - Andrei Popa – bas-gitara, gitara (2005., 2016.) - Iedera – klavijature (2005. – 2006.) - Alin Drimuș – flauta, nai (2006.) - Arioch – bas-gitara (2007. – 2009.) - Andri Björn Birgisson – gitara (2015.) - Cosmin Harbei – gitara, dulcimer (2015.) - Jóhann Örn – gitara, vokali (2015.) - Daath Yug – bucium, kaval (2015.) - Luci Chîrlan – vokali, flauta, kaval, nai, bucium, klepalo, teremin (2015.) - Gădineț – bas-gitara, flauta (2016.) - Sergiu Istudor – gitara (2016.) - Olivian Mihalcea – gitara, flauta (2016.) - Traumata – gitara (2016. – 2017.) - Alexandru Ardelean – gitara (2017.) |

## Diskografija
Studijski albumi
- Zîrnindu-să (1997.)
- Măiastru sfetnic (2000.)
- 'n crugu bradului (2002.)
- Om (2006.)
- Vîrstele pămîntului (2010.)
- Tău (2015.)
- Zi (2016.)
- Zău (2021.)